# Catalán oriental

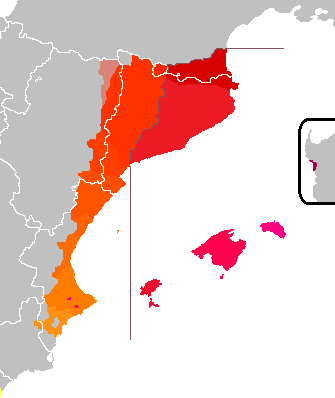
Balear
Alguerés
Rosellonés
Catalán central

El bloque oriental es el conjunto de dialectos del catalán/valenciano hablados al este de Cataluña (provincias de Gerona y Barcelona enteras y el este de Tarragona), en el Rosellón, en las Islas Baleares y en Alguer.
La característica más notable de estos dialectos, a diferencia de los del bloque occidental al que se contrapone, es la neutralización de la a y e átona en [ə] (menos en Alguer donde ha evolucionado a [a]) y la sustitución de la o átona por [u] (excepto en la isla de Mallorca).

## Características

### Léxico
Como en todos los idiomas, en catalán hay localismos, y algunos presentan una distribución que refleja más o menos la división entre los dos conjuntos dialectales. A veces la palabra occidental se halla también en el dialecto balear oponiéndose a un localismo propio del catalán oriental peninsular.
| Catalán Or. | Valenciano/Catalán Occ. | Aragonés      | Castellano |
| xai         | corder                  | cordero       | cordero    |
| mirall      | espill                  | espiello      | espejo     |
| encomanar   | apegar                  | apegar        | apegar     |
| gla         | bellota                 | billota, glan | bellota    |
| bregar      | agramar                 | agramar       | agramar    |
| lludrigó    | catxap                  | cachapo       | gazapo     |
| arada       | aladre                  | aladro        | arado      |
| verola      | pigota                  | picueta       | viruela    |
| llombrígol  | melic                   | melico        | ombligo    |
| nen         | xiquet                  | nino          | niño       |

## Dialectos
Forman parte del bloque oriental los dialectos siguientes:
- Catalán septentrional
  - Capcinés (de la comarca del Capcir).
  - Rosellonés (del Rosellón).
- Catalán central
  - Salat o salado (de la Costa Brava)
  - Barcelonés (de Barcelona)
  - Tarragonés (de Tarragona)
  - Xipella (de las comarcas de Alto Urgel, Segarra y Cuenca de Barberá).
- Balear, o Baleárico
  - Mallorquín (de Mallorca)
  - Menorquín (de Menorca)
  - Ibicenco (de Ibiza y Formentera).
  - Valenciano salat o salado (de Tárbena y de la Vall de Gallinera)
- Alguerés (de la ciudad italiana de Alguer).

## Situación dentro del catalán
Bloque dialectal occidental
- Catalán noroccidental: Pallarés · Ribagorzano (Patués) · Leridano
- Catalán occidental de transición: Valenciano de transición o tortosino · Matarrañés
- Valenciano: Valenciano castellonense · Apitxat o valenciano central · Valenciano meridional · Valenciano alicantino · Valenciano murciano (desaparecido)

Dialectos de transición entre bloques
- Xipella: Solsonés
- Salat de Tárbena y Vall de Gallinera
- Patuet (desaparecido)

Bloque dialectal oriental
- Catalán septentrional: Capcinés · Rosellonés · Septentrional de transición
- Catalán central: Salat o salado · Barcelonés · Tarragonés
- Balear o baleárico: Mallorquín (Sollerico · Pollencino · Argentino) · Menorquín (Oriental · Occidental · Floridano) · Ibicenco (Oriental · Occidental · Urbano)
- Alguerés

No clasificados
- Judeocatalán (desaparecido)

Jergas / pidgins mixtos
- Catañol